# Estilo de catedral polaca

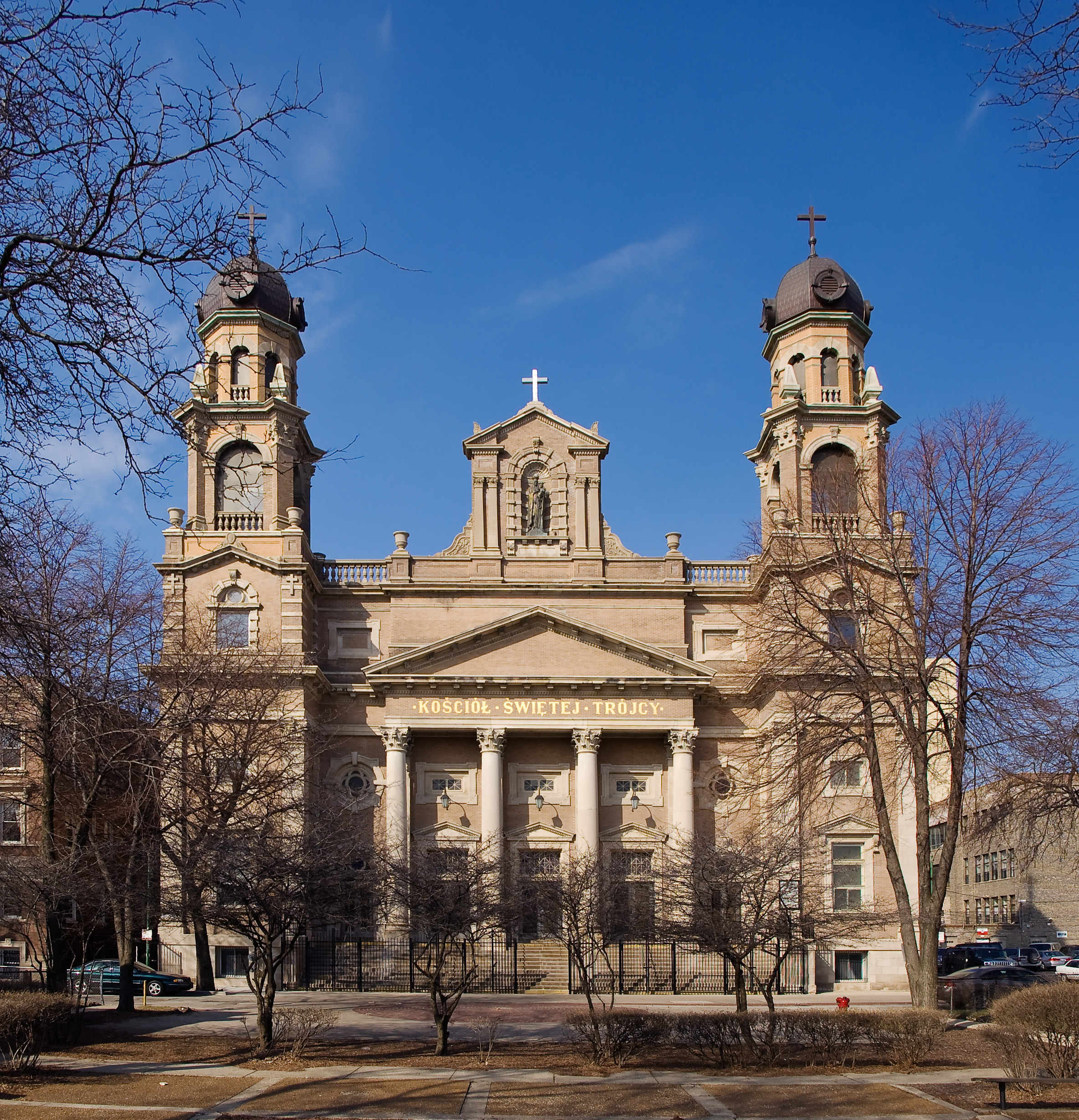
La iglesia de la Santísima Trinidad de Chicago (Illinois).

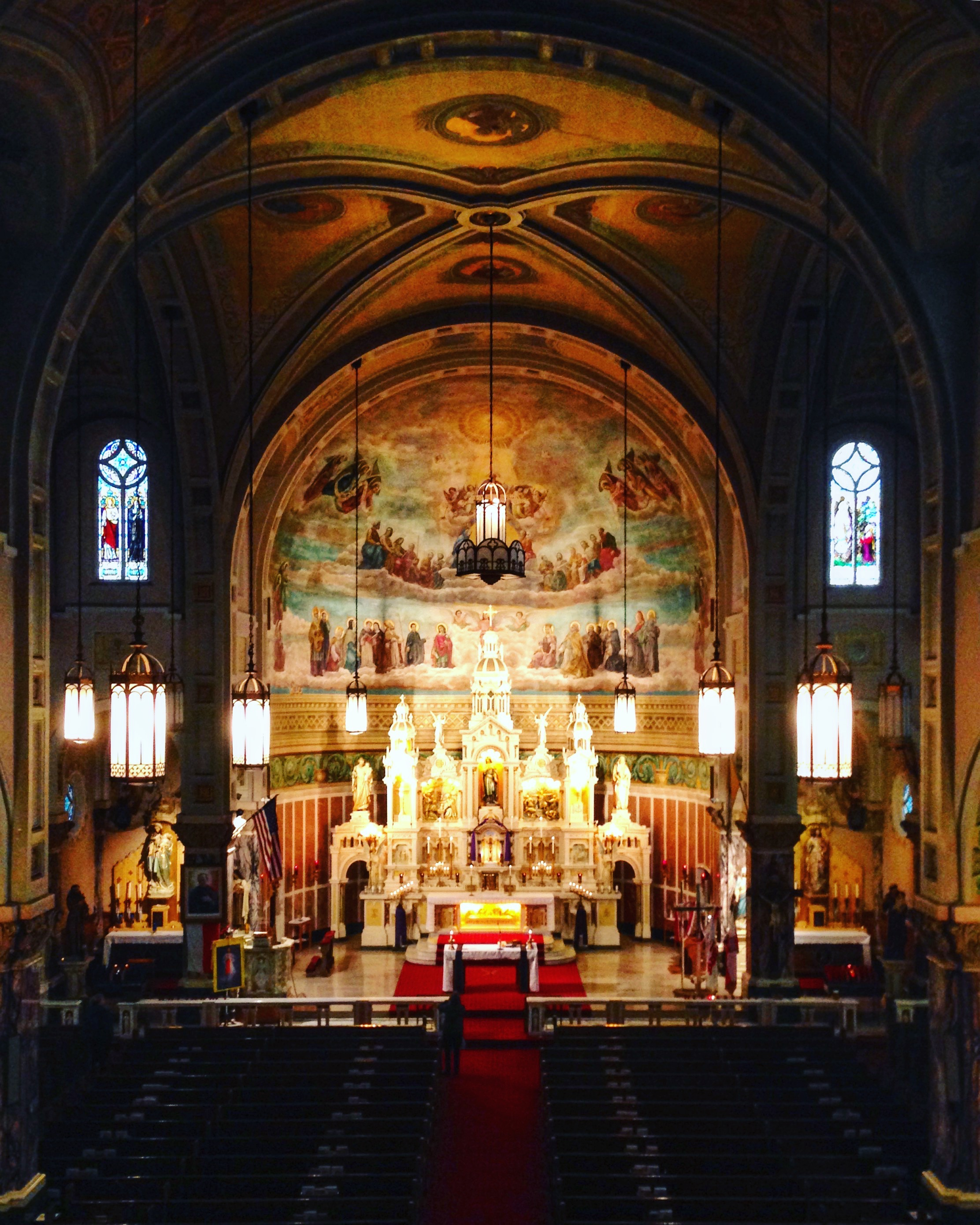
El altar y la nave de la iglesia de San Casimiro de Cleveland (Ohio).

El estilo de catedral polaca es un estilo arquitectónico de iglesias católicas presente en las regiones estadounidenses de los Grandes Lagos y del Atlántico Medio, así como en partes de Nueva Inglaterra. Estas monumentales iglesias no son necesariamente catedrales, definidas como la sede de obispos o de sus diócesis.
Las iglesias del estilo de catedral polaca se caracterizan por su abundante ornamentación tanto en el exterior como en el interior, comparable solo con el estilo churrigueresco o barroco español. Las decoraciones usadas reflejan los gustos de los inmigrantes polacos en estas regiones tanto en los símbolos como en las omnipresentes estatuas de santos. Además, hay una fuerte propensión hacia los ornamentos extraídos de las épocas renacentista y barroca, así como por inspirarse en los diseños de iglesias famosas de Polonia. La mayor parte de estas iglesias han sido etiquetadas por los historiadores del arte como ejemplos del eclecticismo o el historicismo, caracterizado por la imitación de los diferentes estilos arquitectónicos de finales del siglo xix y principios del xx. Estas iglesias exhiben, por tanto, una mezcla de elementos arquitectónicos de diferentes épocas históricas de Europa y América.

## Una síntesis única

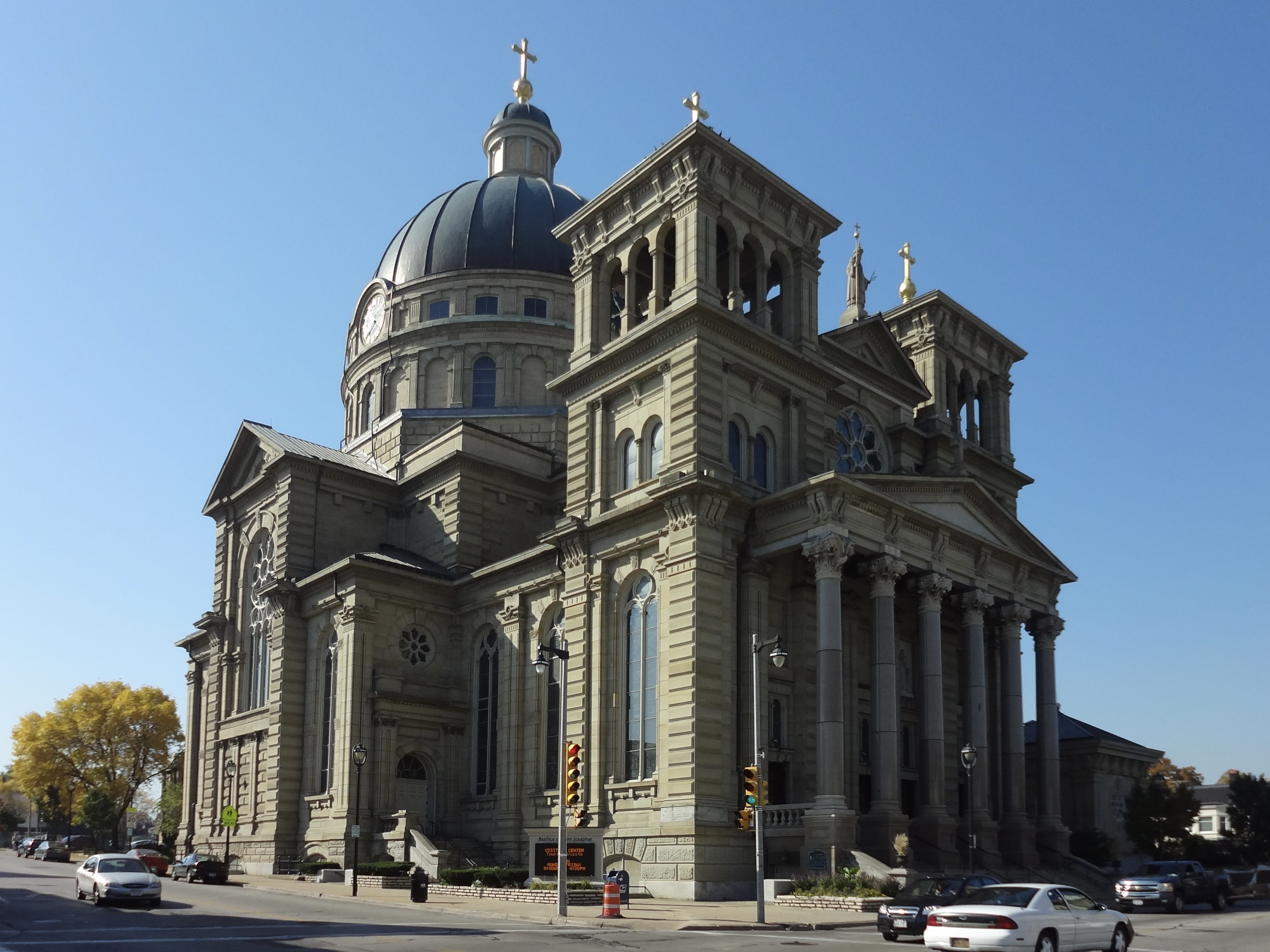
La basílica de San Josafat de Milwaukee (Wisconsin).

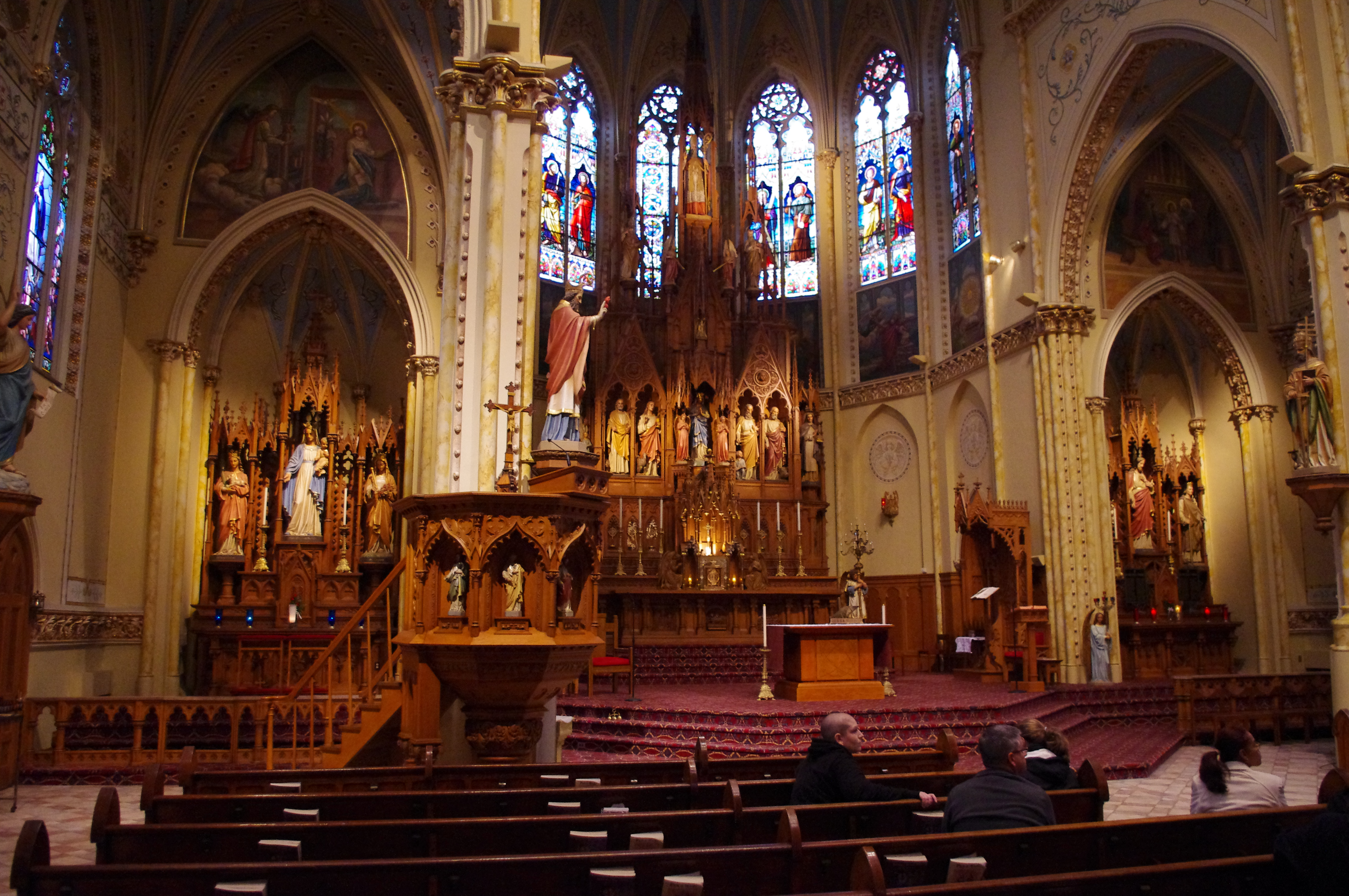
Los altares principal y laterales de la iglesia santuario de San Estanislao de Cleveland (Ohio).

Skerrett afirma que las iglesias polacas superaron en tamaño a las iglesias construidas por otras comunidades de inmigrantes. Su estilo reflejaba la visión de la identidad polaca que tenían los inmigrantes.
Kantowicz escribe en The Archdiocese of Chicago: A Journey of Faith: «La preferencia de la Liga Polaca por las formas renacentistas y barrocas parece más clara. La Mancomunidad polaco-lituana tuvo sus años de gloria en los siglos xvi y xvii, cuando formaba el Estado más grande de Europa […] El estilo arquitectónico de las iglesias polacas de Chicago refleja esto, particularmente en los magníficos edificios construidos por Worthmann y Steinbach a lo largo de Milwaukee Avenue en el Northwest Side, que reflejaban el esplendor renacentista del catolicismo polaco.»
Peter Williams afirma en su libro Houses of God: Region, Religion, and Architecture in the United States: «Especialmente en Detroit y Chicago, surgió un género distintivo de construcción de iglesias entre las comunidades polacas, la "catedral polaca". Mientras la mayoría de las iglesias católicas eran construidas en variaciones más grandiosas o más humildes de los estilos gótico y románico populares por todo el país, los ambiciosos prelados polacos de los Grandes Lagos decidieron a menudo hacer declaraciones monumentales en el estilo renacentista de su patria. La escala de estas estructuras era enorme, tanto en el gran tamaño de estas parroquias como en las ambiciones episcopales de sus líderes clericales [...] Todavía visibles desde las autopistas, muchas de estas "catedrales", como la iglesia de San Estanislao Kostka de Chicago, sirven actualmente a circunscripciones afroamericanas o latinoamericanas, mientras otras han sido cerradas por sus arzobispos al dejar de resultar viables económicamente.»
Estas iglesias son importantes atracciones turísticas de Chicago, con recorridos turísticos dedicados exclusivamente a ellas. En mayo de 1980, el ArchiCenter de la Chicago Architecture Foundation celebró una exposición sobre estos tesoros titulada Chicago's Polish Churches («Iglesias polacas de Chicago»).
Estos ornamentados templos fueron construidos en gran medida por los trabajadores pobres de estas regiones en la época comprendida entre el final de la Guerra de Secesión y el final de la Segunda Guerra Mundial.

## Críticas
Buena parte de la élite protestante de Chicago criticó estas iglesias estilísticamente grandiosas por «ostentosas» en comparación con el estilo «más sencillo» en boga para los lugares de culto protestantes. Por otra parte, John Lancaster Spalding, el primer obispo católico de Peoria, comparó las iglesias financiadas por los inmigrantes con las pirámides de Egipto, que fueron construidas por esclavos.
La necesidad de identidad es evidente en la arquitectura única del estilo de catedral polaca. A menudo, estaba asociada con la orden religiosa de la Congregación de la Resurrección, además de los estilos arquitectónicos de las épocas renacentista y barroca. Tanto en su escala como en su ámbito, estos inmuebles eran intentos por contradecir el estatus marginal de los inmigrantes polacos en la sociedad, como un pueblo sin Estado cuya cultura fue atacada sistemáticamente en su patria durante los años de partición, que también tenían un bajo estatus económico en los centros industriales a los que habían emigrado en torno al cambio de siglo. La construcción de estas iglesias influyó en gran medida en el desarrollo de los barrios que las rodeaban. Así, las visiones del mundo que conservaron los inmigrantes polacos del Viejo Mundo y su asimilación creativa en el Nuevo Mundo dieron forma al paisaje de las regiones industriales en rápido crecimiento a las que emigraron.

## Lista de iglesias construidas en el estilo de catedral polaca
| Iglesias de estilo de catedral polaca en Chicago (Illinois)                                                        | Iglesias de estilo de catedral polaca en Chicago (Illinois) | Iglesias de estilo de catedral polaca en Chicago (Illinois) |
| Iglesia | Localización                                                | Estilo arquitectónico dominante                             |
| --- | ----------------------------------------------------------- | ----------------------------------------------------------- |
| 1. Iglesia de San Adalberto                                                                                        | Lower West Side                                             | Neoclásico                                                  |
| 2. Iglesia de Santa Bárbara                                                                                        | Bridgeport                                                  | Renacentista                                                |
| 3. Iglesia Presbiteriana de la Alianza de Chicago (antigua Catedral Católica Nacional Polaca de Todos los Santos)  | Bucktown                                                    | Gótico                                                      |
| 4. Iglesia de Santa Eduviges                                                                                       | Bucktown                                                    | Neorrenacentista                                            |
| 5. Iglesia de los Santos Inocentes                                                                                 | West Town                                                   | Románico con detalles bizantinos                            |
| 6. Iglesia de la Santísima Trinidad                                                                                | West Town                                                   | Renacentista                                                |
| 7. Basílica de San Jacinto                                                                                         | Avondale                                                    | Renacentista                                                |
| 8. Iglesia de la Inmaculada Concepción                                                                             | South Chicago                                               | Renacentista                                                |
| 9. Iglesia de Nuestra Señora de Guadalupe (antiguamente Iglesia de San Casimiro)                                   | Lower West Side                                             | Barroco                                                     |
| 10. Iglesia de San Juan Cancio                                                                                     | West Town                                                   | Barroco                                                     |
| 11. Iglesia de San Juan de Dios (cerrada en 1992, demolida en 2011)                                                | Back of the Yards                                           | Barroco                                                     |
| 12. Iglesia de San José (santuario)                                                                                | Back of the Yards                                           | Barroco                                                     |
| 13. Iglesia de San Josafat                                                                                         | Lincoln Park                                                | Románico                                                    |
| 14. Iglesia de Santa María de los Ángeles                                                                          | Bucktown                                                    | Neoclásico                                                  |
| 15. Iglesia de Santa María del Perpetuo Socorro                                                                    | Bridgeport                                                  | Románico-bizantino                                          |
| 16. Iglesia de San Miguel Arcángel                                                                                 | South Chicago                                               | Gótico                                                      |
| 17. Iglesia bautista de Salem de Chicago (antigua Iglesia de Santa Salomé)                                         | West Pullman                                                | Gótico                                                      |
| 18. Iglesia de San Estanislao Kostka                                                                               | West Town                                                   | Renacentista                                                |
| Iglesias de estilo de catedral polaca en los suburbios de Chicago                                                  |                                                             |                                                             |
| Iglesia | Localización                                                | Estilo arquitectónico dominante                             |
| 1. Iglesia de San Andrés                                                                                           | Calumet City                                                | Renacentista                                                |
| 2. Iglesia de los Santos Cirilo y Metodio                                                                          | Lemont                                                      | Renacentista                                                |
| 3. Iglesia de Santa María de Częstochowa                                                                           | Cicero                                                      | Gótico                                                      |
| Iglesias de estilo de catedral polaca en Detroit (Míchigan)                                                        |                                                             |                                                             |
| Iglesia | Localización                                                | Estilo arquitectónico dominante                             |
| 1. Iglesia de Nuestra Señora del Carmen                                                                            | Wyandotte                                                   | Renacentista                                                |
| 2. Iglesia de San Florián                                                                                          | Hamtramck                                                   | Gótico                                                      |
| 3. Iglesia de San Estanislao, Obispo y Mártir (cerrada en 1989)                                                    | East Side                                                   | Románico                                                    |
| 4. The Polish-American Historical Site Association (antigua Iglesia de San Alberto)                                | East Side, Canfield Avenue                                  | Neogótico                                                   |
| 5. Iglesia del Corazón Dulcísimo de María                                                                          | East Side, Canfield Avenue                                  | Neogótico                                                   |
| 6. Iglesia de San Francisco de Asís                                                                                | Southwest Side                                              | Renacentista italiano                                       |
| 7. Iglesia de San Jacinto                                                                                          | East Side                                                   | Románico-bizantino                                          |
| 8. Iglesia de Santa Eduviges                                                                                       | Southwest Side                                              |                                                             |
| 9. Iglesia de San Casimiro (demolida en 1967; gemela de la Iglesia de Santa María del Perpetuo Socorro de Chicago) | Southwest Side                                              | Románico-bizantino                                          |
| 10. Iglesia de San Juan Cancio (cerrada en 2009)                                                                   | Delray                                                      | Románico                                                    |
| 11. Iglesia de San Josafat                                                                                         | East Side, Canfield Avenue                                  | Románico y neogótico                                        |
| Iglesias de estilo de catedral polaca en Grand Rapids (Míchigan)                                                   |                                                             |                                                             |
| Iglesia | Localización                                                | Estilo arquitectónico dominante                             |
| 1. Basílica de San Adalberto                                                                                       | Grand Rapids                                                | Románico con influencias bizantinas                         |
| Iglesias de estilo de catedral polaca en Bay City (Míchigan)                                                       |                                                             |                                                             |
| Iglesia | Localización                                                | Estilo arquitectónico dominante                             |
| 1. Iglesia de San Estanislao Kostka                                                                                | South Side                                                  | Neogótico                                                   |
| Iglesias de estilo de catedral polaca en Cleveland (Ohio)                                                          |                                                             |                                                             |
| Iglesia | Localización                                                | Estilo arquitectónico dominante                             |
| 1. Iglesia santuario de San Estanislao                                                                             | Slavic Village                                              | Gótico                                                      |
| 2. Iglesia de San Casimiro                                                                                         | St. Clair-Superior                                          | Románico                                                    |
| 3. Iglesia de San Juan Cancio                                                                                      | Tremont                                                     | Barroco y art déco                                          |
| Iglesias de estilo de catedral polaca en Milwaukee (Wisconsin)                                                     |                                                             |                                                             |
| Iglesia | Localización                                                | Estilo arquitectónico dominante                             |
| 1. Iglesia de San Estanislao                                                                                       | South Side                                                  | Renacentista                                                |
| 2. Iglesia de San Adalberto                                                                                        | South Side                                                  | Neorrománico                                                |
| 3. Basílica de San Josafat                                                                                         | South Side                                                  | Barroco                                                     |
| 4. Iglesia de San Casimiro                                                                                         | Riverwest                                                   | Barroco                                                     |
| 5. Iglesia de San Vicente de Paúl                                                                                  | South Side                                                  | Románico                                                    |
| 6. Iglesia de Santa Eduviges                                                                                       | South Side                                                  | Románico y gótico                                           |
| Iglesias de estilo de catedral polaca en Pittsburgh (Pensilvania)                                                  |                                                             |                                                             |
| Iglesia | Localización                                                | Estilo arquitectónico dominante                             |
| 1. Iglesia de San Estanislao Kostka                                                                                | Strip District                                              | Románico                                                    |
| 2. Iglesia del Inmaculado Corazón de María                                                                         | Polish Hill                                                 | Barroco                                                     |
| Iglesias de estilo de catedral polaca en Filadelfia (Pensilvania)                                                  |                                                             |                                                             |
| Iglesia | Localización                                                | Estilo arquitectónico dominante                             |
| 1. Iglesia de San Juan Cancio                                                                                      | Bridesburg                                                  | Gótico                                                      |
| 2. Iglesia de San Adalberto                                                                                        | Port Richmond                                               | Gótico                                                      |
| 3. Iglesia de San Lorenzo                                                                                          | Fishtown                                                    | Gótico                                                      |
| Iglesias de estilo de catedral polaca en Winona (Minnesota)                                                        |                                                             |                                                             |
| Iglesia | Localización                                                | Estilo arquitectónico dominante                             |
| 1. Basílica de San Estanislao Kostka                                                                               | Downtown                                                    | Románico                                                    |
| Iglesias de estilo de catedral polaca en el oeste de Massachusetts                                                 |                                                             |                                                             |
| Iglesia | Localización                                                | Estilo arquitectónico dominante                             |
| 1. Basílica de San Estanislao                                                                                      | Chicopee Center (Cabotville)                                | Neobarroco                                                  |
| 2. Iglesia de San Estanislao Kostka                                                                                | Adams                                                       | Neogótico                                                   |
| Iglesias de estilo de catedral polaca en Buffalo (Nueva York)                                                      |                                                             |                                                             |
| Iglesia | Localización                                                | Estilo arquitectónico dominante                             |
| 1. Iglesia de San Estanislao, Obispo y Mártir                                                                      | East Side                                                   | Neorrománico                                                |
| 2. Basílica de San Adalberto                                                                                       | East Side                                                   | Neorrománico                                                |
| 3. Iglesia del Corpus Christi                                                                                      | East Side                                                   | Neorrománico                                                |
| 4. Iglesia de la Asunción de María                                                                                 | Black Rock                                                  | Gótico                                                      |
| Iglesias de estilo de catedral polaca en Syracuse (Nueva York)                                                     |                                                             |                                                             |
| Iglesia | Localización                                                | Estilo arquitectónico dominante                             |
| 1. Basílica del Sagrado Corazón de Jesús                                                                           | Westside                                                    | Neogótico                                                   |
| Iglesias de estilo de catedral polaca en Baltimore (Maryland)                                                      |                                                             |                                                             |
| Iglesia | Localización                                                | Estilo arquitectónico dominante                             |
| 1. Iglesia del Rosario                                                                                             | Upper Fells Point                                           | Románico                                                    |
| 2. Iglesia de San Casimiro                                                                                         | Canton                                                      | Románico                                                    |
| Iglesias de estilo de catedral polaca en Connecticut                                                               |                                                             |                                                             |
| Iglesia | Localización                                                | Estilo arquitectónico dominante                             |
| 1. Iglesia de San Estanislao                                                                                       | Upper State Street Historic District, New Haven             | Barroco                                                     |
| 2. Parroquia del Sagrado Corazón                                                                                   | New Britain                                                 | Neogótico                                                   |
| Iglesias de estilo de catedral polaca en Delaware                                                                  |                                                             |                                                             |
| Iglesia | Localización                                                | Estilo arquitectónico dominante                             |
| 1. Iglesia católica de Santa Eduviges                                                                              | Wilmington                                                  | Neogótico                                                   |